# Rezistența albaneză
Rezistența albaneză la dominația nazistă, în cel de-al doilea război mondial, a început odată cu ocupația italiană și apoi germană din Albania și își are bazele în activitatea comunistă din țară.
Confruntându-se cu o societate analfabetă, agrară și în cea mai mare parte musulmană monitorizată de către regele Zog, țara nu a avut parte de o existență comunistă de sine stătătoare înainte de Al Doilea Război Mondial. După ce Fan Noli a fugit în 1924 în Italia și mai târziu în Statele Unite, mai mulți dintre protejații săi de stânga au emigrat la Moscova, afiliindu-se la Confederația din Balcani a partidelor comuniste și prin aceasta la Internaționala Comunistă (Comintern), organizație sovietică sponsorizată de partidele comuniste din întreaga lume.